# Municipio de Charo
El municipio de Charo es uno de los 113 municipios que conforman el estado de Michoacán, México. Fundada en 1455, por los pirindas, se elevó a la categoría de pueblo por el presidente Guadalupe Victoria en 1825. Su cabecera es la localidad de Charo.

## Toponimia
El nombre Charo significa ‘tierra del Rey Niño’, posiblemente en idioma matlatzinca, lengua utilizada por el pueblo pirinda, originario de la zona.

## Historia
Su fundación se atribuye a los matlatzincas (llamados también pirindas), que eran aliados de los purépechas y hacían las redes a los pescadores de la laguna (el nombre matlatzinca precisamente significa en náhuatl ‘señores de la red’). A la llegada de los españoles y frailes misioneros, la orden de los agustinos construyó el convento y la iglesia en el año de 1550, y permanecieron en Charo hasta 1758. La Iglesia, posteriormente, pasó al clero secular.
Es importante la labor de fray Diego de Basalenque en Charo, pues fue el tipo clásico de misioneros dedicado por entero a sus tareas, dejando huellas de sus habituales trabajos en favor de los indígenas. Fray Diego de Basalenque escribió, en este lugar, obras de importancia, como su Arte y Diccionario de la Lengua Matlaltzinga y la Historia de la provincia de San Nicolás Tolentino de Michoacán. 
Charo, en el siglo XVI, fue República de los Indios y corregimiento. Durante la guerra de Independencia, se encontraron ahí los caudillos Hidalgo y Morelos, después de haberse entrevistado en Indaparapeo, y se presupone, que en este lugar, el 20 de octubre de 1810, Hidalgo confirmó a Morelos su grado de general y el mando del ejército del sur. 
En 1825, con la primera Ley Territorial, aparece como cabecera de partido. Se constituyó en tenencia, el 10 de diciembre de 1831 y el 24 de enero de 1930, se le otorgó el rango de municipio. La lengua indígena matlatzinca se habló en Charo hasta principios de siglos. El último hablante fluyente de esta lengua murió en 1932, y los más ancianos del lugar recordaban aún en esa fecha numerosas expresiones en la lengua del lugar.

## Geografía
Charo se localiza al norte del estado de Michoacán en las coordenadas 19º45’ de latitud norte y 101º03’ de longitud oeste, a una altitud de 1900 m s. n. m. Limita al noroeste con el municipio de Tarímbaro; al norte con el municipio de Álvaro Obregón, al este con el municipio de Indaparapeo; al sur con el municipio de Tzitzio y al oeste con el municipio de Morelia. Se encuentra a 15 km de la capital del estado por la carretera Morelia-Charo-Maravatío.
Cuenta con 25 138 habitantes, lo que representa un incremento promedio de 1.5 % anual en el período 2010-2020 sobre la base de los 21 723 habitantes registrados en el censo anterior. Ocupa una superficie de 323 km², lo que determina al año 2020 una densidad de 77,82 hab/km².
| Gráfica de evolución demográfica de Municipio de Charo entre 2000 y 2020 |
|                                                                          |
| Fuente: Instituto Nacional de Estadística Geografía e Informática        |

### Localidades
En el censo de 2020 el municipio de Charo contaba con 77 localidades. Con excepción de Charo (cabecera del municipio) y La Goleta, el resto de las localidades del municipio tienen carácter rural.
| Código INEGI      | Localidad         | Población (2020) |
| ----------------- | ----------------- | ---------------- |
| 160220001         | Charo             | 5 807            |
| 160220019         | La Goleta         | 2 089            |
| 160220021         | Irapeo            | 1 899            |
| 160220022         | Jaripeo           | 1 734            |
| 160220041         | Unión de Progreso | 1 014            |
| Otras localidades | Otras localidades | 12 595           |
| Total municipal   | Total municipal   | 25 138           |

## Cultura

### Sitios y monumentos históricos
Entre los principales sitios y monumentos históricos que actualmente se conservan en Charo, se encuentran:
- Convento de San Miguel Arcángel (Charo Michoacán): es un ex convento fundado por los frailes agustinos en el siglo XVI. Entre los elementos arquitectónicos del conjunto conventual destacan el templo de estilo plateresco con influencia manierista el cual posee una torre de estilo ecléctico concluida en el siglo XIX. En los muros del claustro del convento se conservan antiguos murales al fresco donde sobresalen genealogías de la orden agustina. El convento de Charo sobresale por ser sitio donde se escribieron importantes obras literarias por religiosos residentes del lugar, como Fray Diego de Basalenque y Fray Matías de Escobar autores de estudios sociológicos e históricos, así como Fray Miguel de Guevara autor de diversos poemas y sonetos.
- Capillas de los Cuatro Barrios: son cuatro pequeñas capillas fundadas por los misioneros agustinos durante la época colonial española en los antiguos 4 barrios de la población: el Barrio del Señor Santiago, el Barrio de San Pedro y San Pablo, el Barrio de San Bartolo y el Barrio de San Juan.
- Plaza Principal: una plaza ajardinada rodeada de pocas casonas antiguas ya que la mayoría fueron demolidas para dar paso a nuevas construcciones. En uno de los muros laterales de la plaza se ubica un monumento conmemorativo a Fray Miguel de Guevara autor del célebre poema A Cristo crucificado (No me mueve mi Dios para quererte, el cielo que me tienes prometido;…) mismo que encuentra plasmado en una placa en bronce. Así mismo junto a la plaza se ubica uno de los accesos al conjunto conventual agustino.
- Antiguo Puente de La Calzada: es un pequeño puente de cantera labrada que forma parte del antiguo camino real de Charo. El puente fue construido en el siglo XVIII y se señala fue uno de los puntos de encuentro del ejército insurgente en la época de la Independencia de México.
- Antiguo Camino Real: actualmente es una brecha o vereda de terracería que trascurre paralelamente a la actual carretera. En la antigüedad, hasta principios del siglo XX época en que se trazo y construyó la actual carretera libre, era la ruta que recorrían las diligencias desde Valladolid, hoy Morelia, rumbo a la Ciudad de México pasando por un amplio valle que actualmente conforman los municipios y localidades de Charo, Indaparapeo, Queréndaro, Zinapécuaro, entre otras poblaciones.
- Sitio del encuentro entre Morelos e Hidalgo: el 20 de octubre de 1810 José María Morelos y Pavón y Miguel Hidalgo y Costilla se reunieron en Indaparapeo para pactar las campañas militares de independencia en el país. A Morelos le fue otorgado el grado de general del ejército del Sur. Simbólicamente, de manera indebida, el sitio se recuerda en Charo con uno de los monumentos de cabeza de águila que se colocaron el siglo XX en el país como parte de la ruta conmemorativa nacional de la independencia. Ver: Ruta de la Independencia de México en Michoacán.
- Ex Hacienda de San Antonio Corrales: Antigua hacienda colonial localizada en la localidad de San Antonio Corrales a 2 km al norte de Charo.
- Sitio Arqueológico de Charo: son vestigios de la cultura del pueblo matlaltzinga.

### Sitios naturales
- Parque nacional Insurgente José María Morelos

### Fiestas Populares
- Febrero-marzo. Carnaval (con 4 toritos de petate que representan cada barrio: 1.-Mexicano 2.-Cobra 3.-Rey 4.-Tucán).
- 15 de mayo. Fiesta de San Isidro Labrador con procesión y bendición de semillas
- 24 de junio. Fiesta de San Juan Apóstol
- 29 de junio. Fiesta de San Pedro y San Pablo
- 25 de julio. Fiesta de Santiago Apóstol.
- 6 de agosto. Fiesta en honor al Señor de la Lámpara.
- 29 de septiembre. Fiestas de San Miguel Arcángel.
- 20 de octubre. Conmemoración del encuentro de Hidalgo y Morelos en las cercanías de este pueblo e Indaparapeo.
- 10 de diciembre. Elaboración del «atole negro», fiesta en honor a la Virgen de Guadalupe (cargueros de la virgen).